# Unión (guerra civil estadounidense)
Durante la guerra de Secesión estadounidense, la Unión fue el término utilizado para referirse al bando formado por los estados del norte, y específicamente al gobierno nacional del presidente Abraham Lincoln, conformado por los 20 estados libres partidarios de abolir la esclavitud y 5 estados esclavistas fronterizos que lo apoyaban. La Unión fue opuesta por 11 estados esclavistas del sur que habían declarado una secesión a unirse entre sí para formar la Confederación.
A menudo a la Unión también se le denomina como «el Norte», tanto entonces como ahora, en contraposición al otro nombre de la Confederación, «el Sur». La Unión nunca reconoció la legitimidad de la secesión y en todo momento sostuvo que comprendía la totalidad de los Estados Unidos. En asuntos exteriores, la Unión, con el nombre oficial de Estados Unidos de América, continuó siendo reconocido como el único Estado representativo de la población que habitaba el territorio de dicha nación, antes de la secesión de los estados de sur.

## Terminología

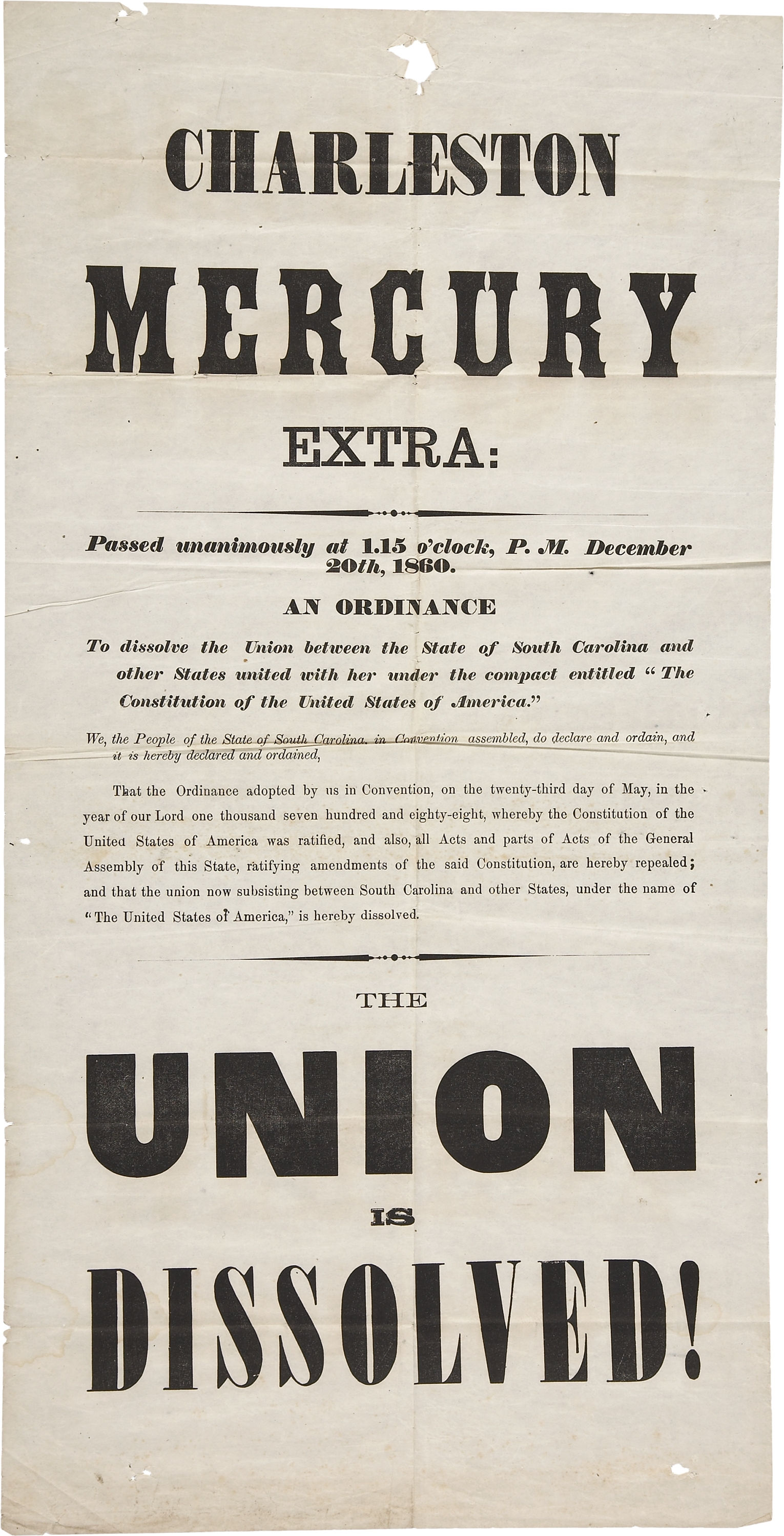
Texto de disolución de la unión.

El término se originó en los «Artículos de la Confederación y la Unión Perpetua». La Constitución de 1787 inicia con «Nosotros, el pueblo de los Estados Unidos, con el fin de formar una Unión más perfecta... ordenamos y establecemos esta Constitución para los Estados Unidos de América». Incluso antes de que comenzara la guerra, la frase «preservar la Unión» era bastante común y la «unión de estados» se había utilizado para referirse a la totalidad de los Estados Unidos. El uso del término «Unión» o «unionistas» para aplicar a la parte no secesionista llevó una connotación de legitimidad como la continuación de la entidad política preexistente.

## Gobierno

Propaganda presidencial de Lincoln de 1860.

### Presidencia

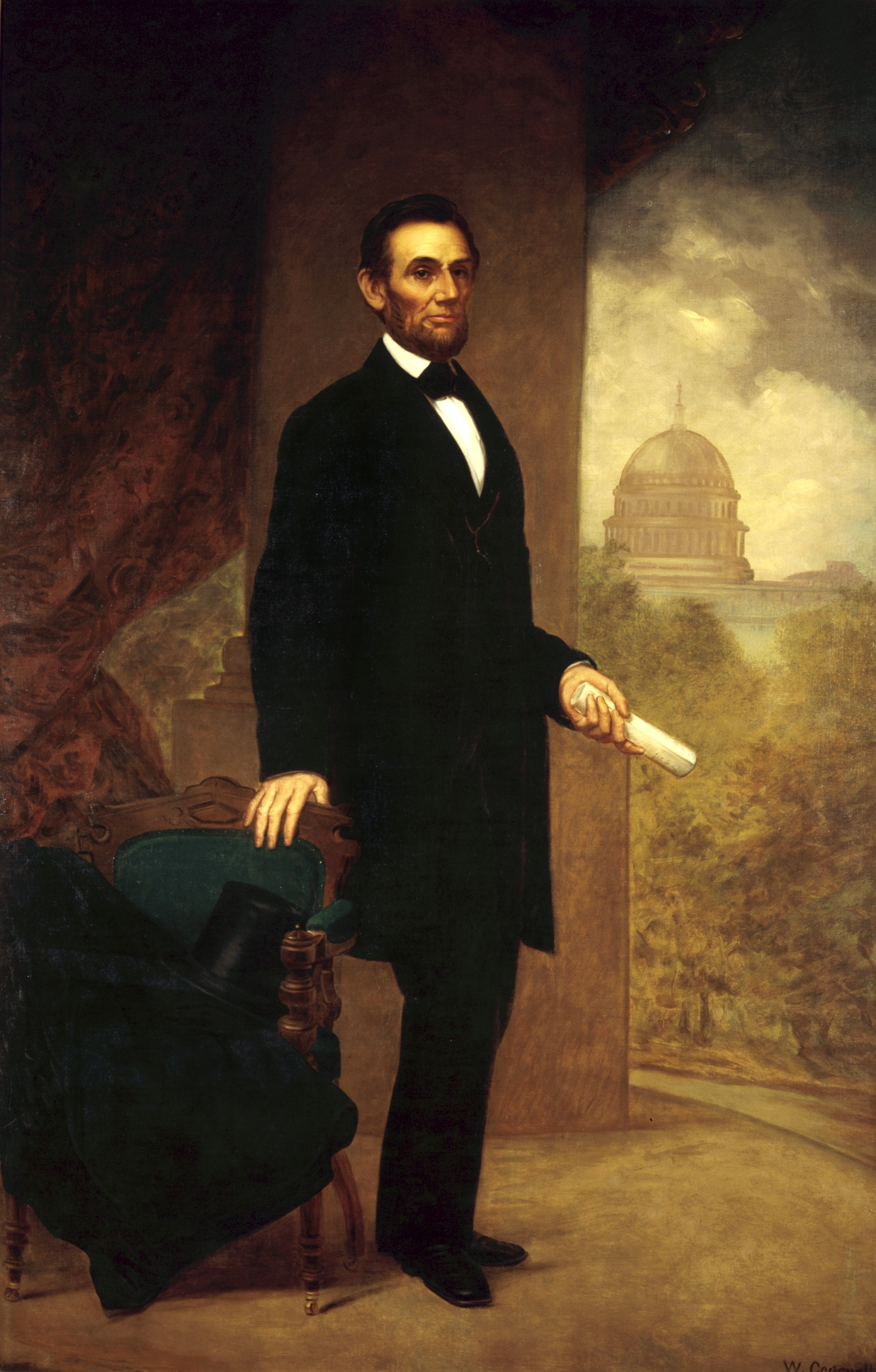
Abraham Lincoln.

Abraham Lincoln asumió la presidencia de la Unión de los Estados Unidos de América en marzo de 1861. Si bien él no se veía a sí mismo como un presidente, los historiadores han elogiado su actividad política como brillante. Por su parte, en esa misma fecha el Congreso confederado aprobó su Constitución. Miembro fundador del Partido Republicano en el Estado de Illinois, suprimió la esclavitud en 1862 a través de la Proclamación de Emancipación.
Su primera prioridad fue la victoria militar, y ello requería dominar nuevas habilidades como estratega y diplomático. Supervisó no solo los insumos y las finanzas, al igual que el personal, la selección de los generales, y el curso de la estrategia general. Trabajó en estrecha colaboración con los políticos estatales y locales que se unieron a la opinión pública y (en Gettysburg) articuló una misión nacional que ha definido a Estados Unidos desde entonces. Su encanto y su voluntad de cooperar con los enemigos políticos y personales de Washington lo hicieron trabajar mucho más suavemente que Richmond. Su ingenio alisó muchas asperezas. El gabinete de Lincoln demostró ser mucho más fuerte y más eficiente que el del Davis, y Lincoln canalizó rivalidades personales en una competencia por la excelencia en lugar de la destrucción mutua. Con William H. Seward en el Departamento de Estado, Salmon P. Chase en la Tesorería, y (desde 1862) Edwin Stanton en el Departamento de Guerra, Lincoln tuvo un poderoso gabinete de hombres decididos; excepto para el seguimiento de los principales nombramientos, Lincoln les dio rienda suelta para destruir la Confederación.

### Congreso
El Congreso republicano aprobó muchas leyes importantes que reconfiguraron la economía del país, el sistema financiero, sistema fiscal, del sistema de la tierra, y del sistema de educación superior. Estos incluyen: el arancel Morrill, la Homestead Act, la Ley del Pacific Railroad (Ferrocarril Transcontinental) y la Ley de la Banca Nacional. Lincoln prestaba relativamente poca atención a esta legislación ya que se centró en cuestiones de guerra, pero trabajó sin problemas con poderosos líderes del Congreso como Thaddeus Stevens (en materia de fiscalidad y el gasto), Charles Sumner (de Asuntos Exteriores), Lyman Trumbull (en cuestiones legales), Justin Smith Morrill (sobre concesiones de tierras y aranceles) y William Pitt Fessenden (en las finanzas).
Las cuestiones militares y de reconstrucción eran otra cosa. Lincoln, como el líder de las facciones moderadas y conservadoras del Partido Republicano, a menudo cruzó espadas con los republicanos radicales, encabezados por Stevens y Sumner. Bruce Tap muestra que el Congreso cuestionó el papel de Lincoln como comandante en jefe a través de la Comisión Mixta sobre la Conducción de la Guerra. Era un comité conjunto de ambas cámaras que estaba dominado por los republicanos radicales, que tomaron una línea dura contra la Confederación. Durante los Congresos 37.º y 38.º, el comité investigó todos los aspectos de las operaciones militares de la Unión, con especial atención a la búsqueda de los comandantes culpables de derrotas militares. El comité desconfiaba de los graduados de la Academia Militar de West Point, ya que muchos de los antiguos alumnos de la academia eran jefes del ejército enemigo. Los miembros del comité preferían generales con un historial político satisfactorio. Se terminó respaldando generales incompetentes pero políticamente correctos.

### Oposición

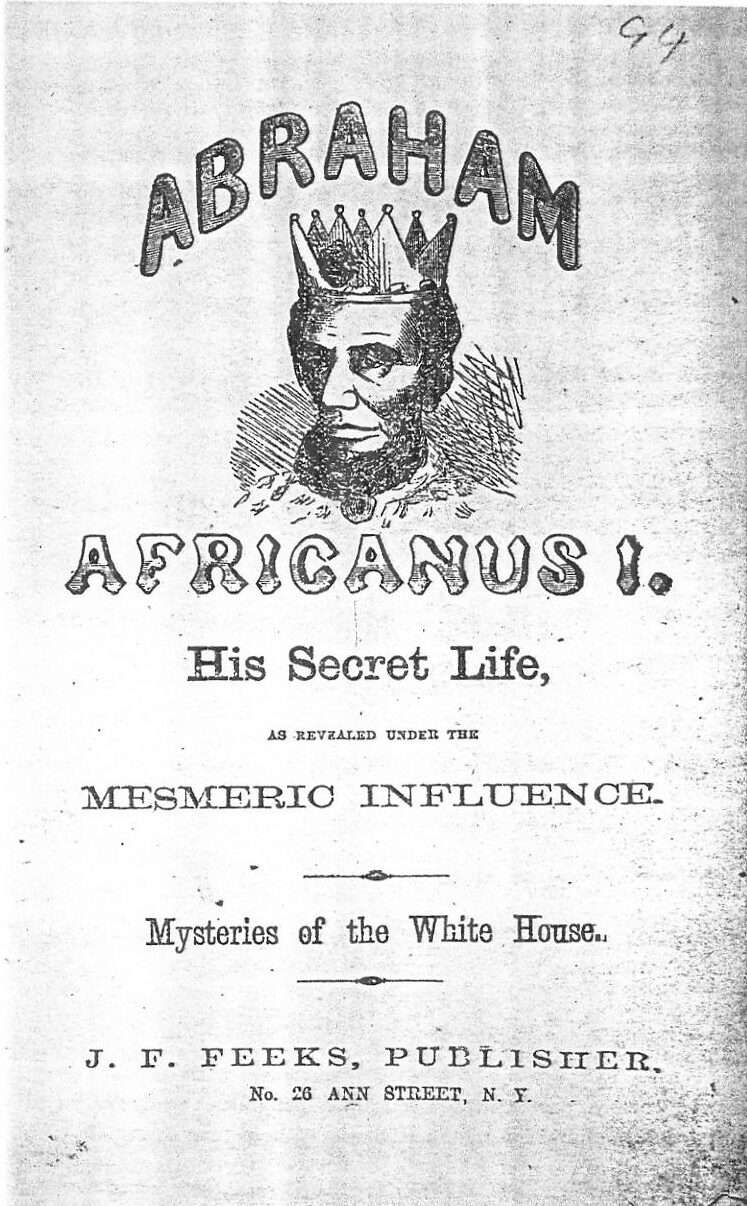
Panfleto anti-Lincoln, publicado por la oposición Copperhead.

La oposición vino de los Copperhead demócratas, que eran más fuertes en el Medio Oeste y querían permitir la secesión de la Confederación. En el este, la oposición a la guerra fue más fuerte entre los católicos irlandeses, pero también incluyó los intereses empresariales conectados al sur tipificados por August Belmont. El Partido Demócrata estaba profundamente dividido. En 1861 la mayoría de los demócratas apoyaron la guerra. Sin embargo, el partido estaba cada vez más dividido entre los moderados que apoyaban el esfuerzo de guerra, y el elemento propaz, incluyendo los Copperhead, que no lo hicieron. Se obtuvo grandes ganancias en las elecciones de 1862, y eligió al moderado Horatio Seymour como gobernador de Nueva York. Ellos ganaron 28 escaños en la Cámara de Representantes, pero los republicanos retuvieron el control de la Cámara y el Senado.
Fue especialmente reñida la elección 1862 para la legislatura de Indiana. Aunque los demócratas ganaron el control de la legislatura, eran incapaces de impedir la guerra. El gobernador republicano Oliver P. Morton fue capaz de mantener el control de las contribuciones del estado para el esfuerzo de guerra a pesar de la mayoría demócrata. En Washington fue especialmente útil en 1864 la organización de permisos de salida para permitir a los soldados volver a casa para que pudieran votar en las elecciones. En todo el norte en 1864, la gran mayoría de soldados votaron por el partido republicano.
En términos de Congreso la oposición contra la guerra estaba casi sin poder, como fue en la mayoría de los estados. Durante 30 años después del término de la guerra los demócratas llevaron la carga de haberse opuesto a un Lincoln ya mártir, a la salvación de la Unión y la destrucción de la esclavitud.

### Política exterior

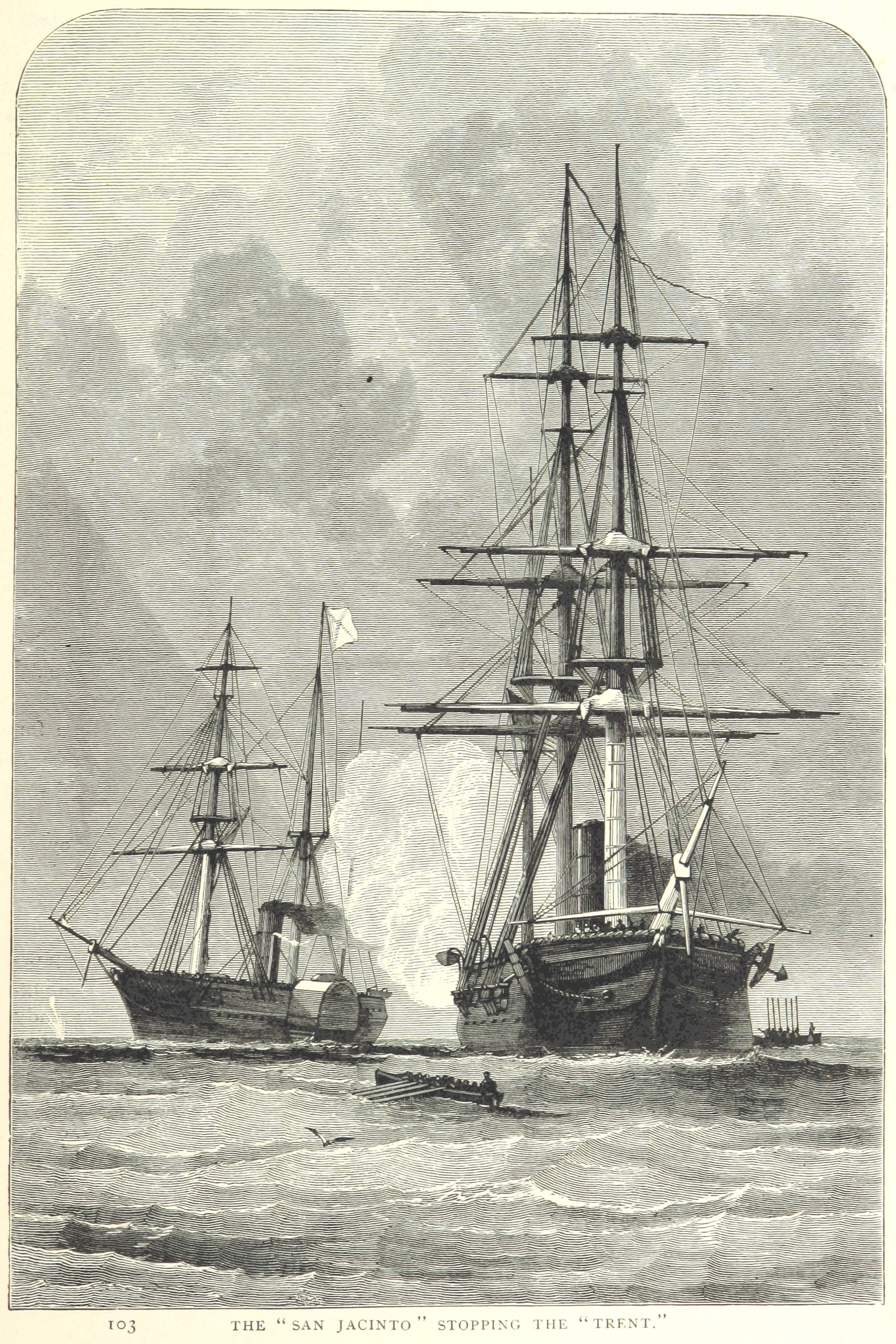
El USS San Jacinto detiene al británico RMS Trent.

Cada nación era oficialmente neutral durante la guerra civil americana, y ninguna reconoció a la Confederación. Eso marcó un importante logro diplomático para el Secretario Seward y la Administración de Lincoln. Francia, bajo Napoleón III, había invadido México e instaló un régimen títere; que esperaba cortar la influencia estadounidense. Por lo tanto, Francia alentó a Gran Bretaña en una política de mediación que sugiere que ambos reconocen a la Confederación. Washington advirtió en repetidas ocasiones que el reconocimiento significaba la guerra. La industria textil británica dependía de algodón del sur, pero tenía las reservas para mantener a los molinos para que funcionasen durante un año y, en todo caso, los industriales y los trabajadores llevan poco peso en la política británica. Entrar en guerra cortaría envíos vitales de comida americana, causar estragos en la flota mercante británica, y causar la pérdida inmediata de Canadá, Gran Bretaña, con su poderosa armada, se negó.
La política exterior de Lincoln fue deficiente en 1861 en términos de atractivo para la opinión pública europea. Los diplomáticos tenían que explicar que Estados Unidos no estaba comprometido con el final de la esclavitud, sino que repiten argumentos legalistas sobre la inconstitucionalidad de la secesión. El portavoz de la Confederación, por el contrario, tuvo mucho más éxito al ignorar el tema de la esclavitud y en su lugar se centró en su lucha por la libertad, su compromiso con el libre comercio, y el papel esencial de algodón en la economía europea. Además, la aristocracia europea (el factor dominante en todos los principales países) estaba "absolutamente alegre en la pronunciación de la debacle estadounidense como prueba de que todo experimento de gobierno popular había fracasado. Los líderes de gobierno europeos acogieron la fragmentación de la ascendente República Americana."
En la opinión de la Elite en Gran Bretaña, esta tendía a favorecer a la Confederación, mientras que la opinión pública tiende a favorecer a los Estados Unidos. El comercio a gran escala continuó en ambas direcciones con los Estados Unidos, con los estadounidenses enviando grano a Gran Bretaña, mientras que Gran Bretaña envió artículos manufacturados y municiones. El comercio británico con la Confederación era limitado, con un poco de algodón hacia Gran Bretaña y algunas municiones que está, coló por numerosos pequeños corredores del bloqueo. La estrategia confederada para asegurar la independencia se basó en gran medida en la esperanza de la intervención militar de Gran Bretaña y Francia, pero la diplomacia confederada resultó inepta. Con el anuncio de la Proclamación de Emancipación en septiembre de 1862, se convirtió en una guerra contra la esclavitud que apoyaban más los británicos. El único momento de más tensión fue el incidente del Trent, que al final fue resuelto de manera diplomática.
Al final, estas instancias de participación británica no cambiaron el resultado de la guerra ni provocaron a los Estados Unidos a declarar la guerra contra Gran Bretaña. La misión diplomática de Estados Unidos encabezada por el ministro Charles Francis Adams demostró ser mucho más exitosa que las misiones de la Confederación, que nunca fueron reconocidas oficialmente.

## Abolicionismo en el Norte

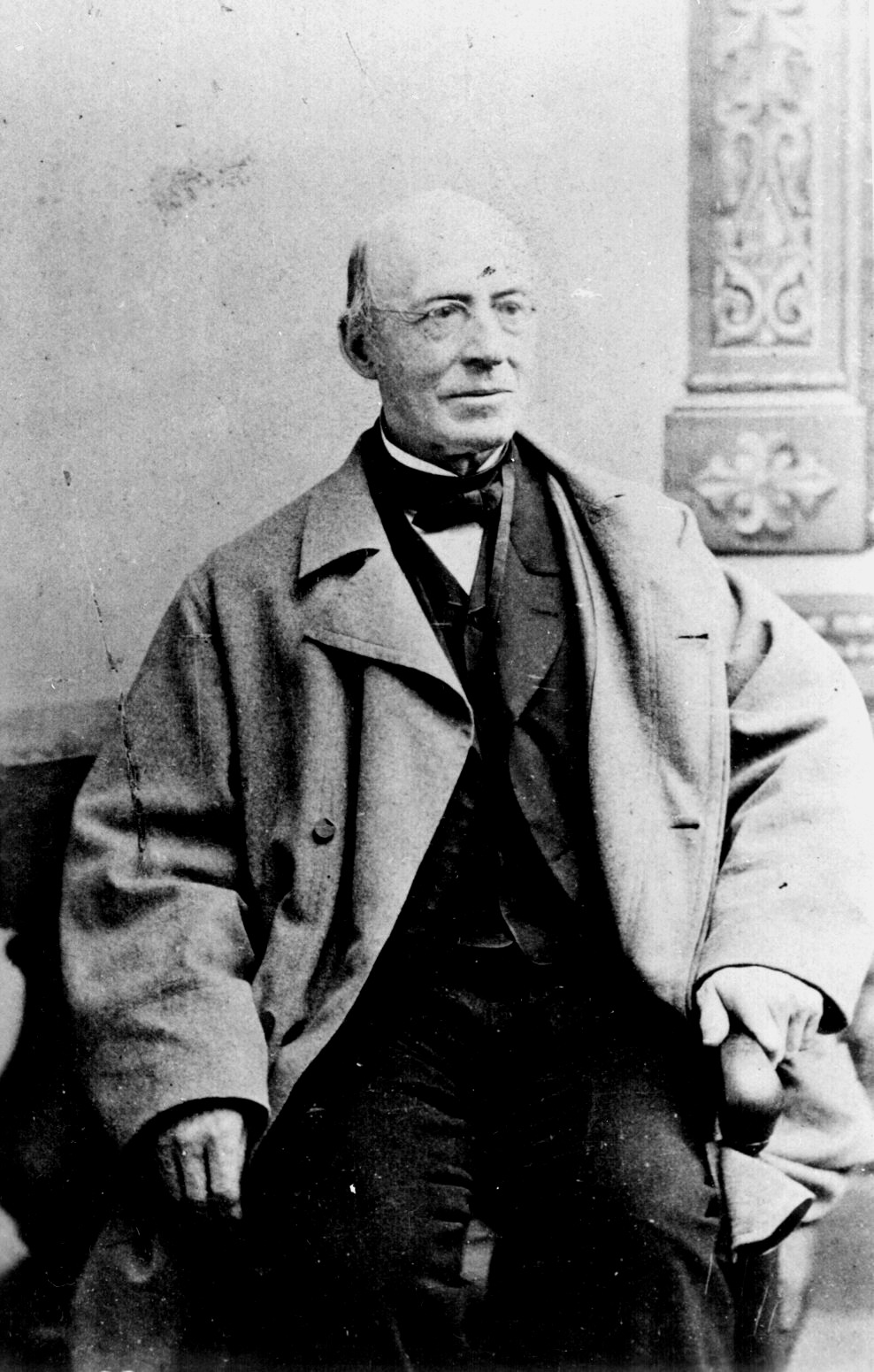
William Lloyd Garrison (1805-1879), editor del periódico abolicionista El Libertador y uno de los fundadores de la Sociedad Americana contra la Esclavitud.

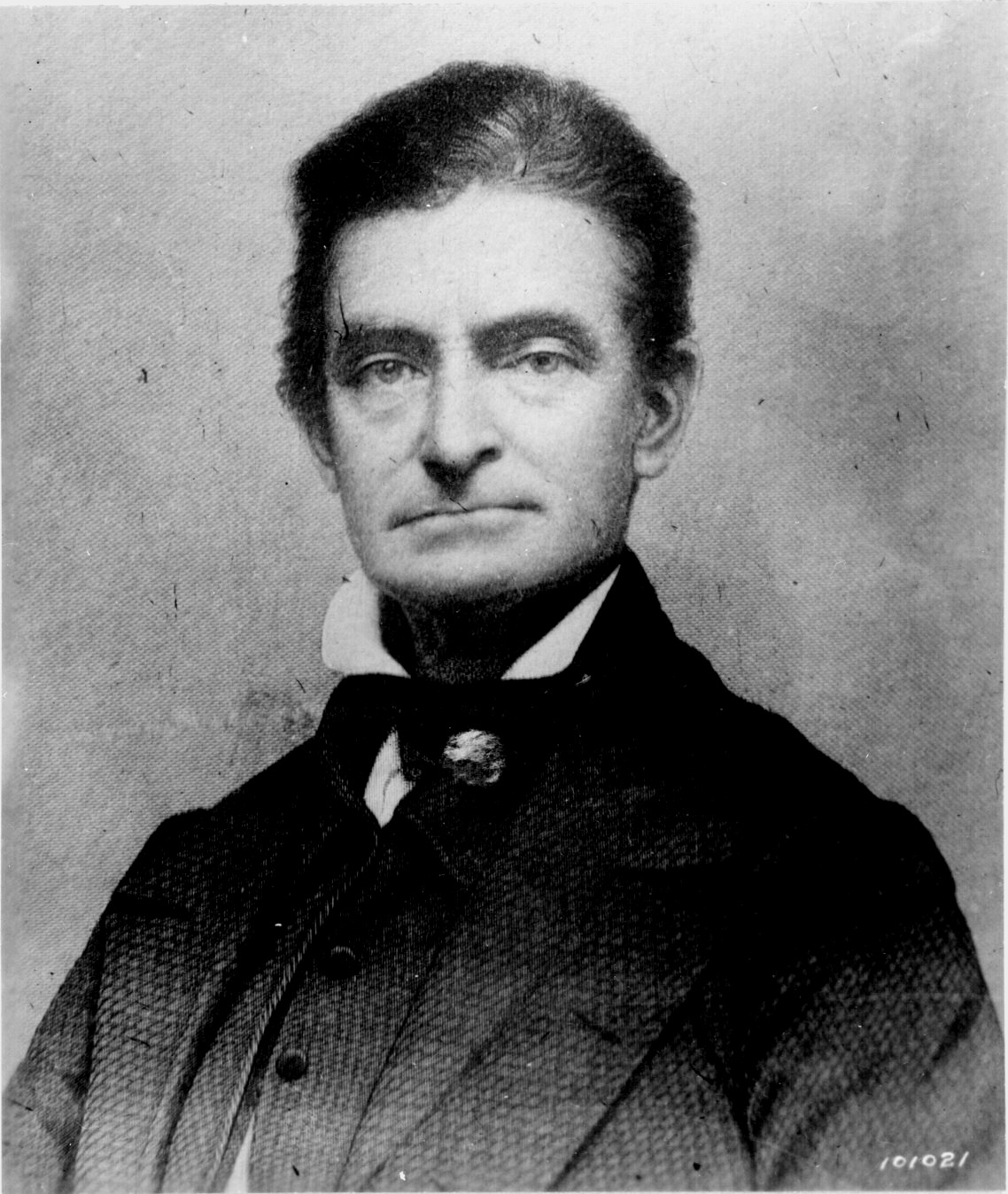
John Brown (1800-1859), abolicionista que abogaba por la rebelión armada de esclavos.

Sin duda la gran causa de la Guerra Civil fue la esclavitud. A partir de Vermont en 1777, la mayoría de los estados del norte del río Ohio y la línea Mason-Dixon abolieron la esclavitud. Estas jurisdicciones estatales promulgaron las primeras leyes de abolición en todo el "Nuevo Mundo". La esclavitud en Massachusetts fue abolida por el poder judicial desde que la Constitución (también adoptada en 1780) declaró que todos los hombres tienen derechos, por lo tanto la esclavitud era inaplicable. La Emancipación en muchos estados libres fue gradual: los que eran esclavos a menudo se mantuvieron esclavos, sin embargo los hijos de esclavos nacieron libres.
La mayoría de los norteños reconoció que existía la esclavitud en el Sur y que la Constitución no permitía al gobierno federal intervenir allí. La mayoría de los norteños favorecían una política de emancipación gradual y compensada. Después de 1849, los abolicionistas rechazaron esto y exigieron que la esclavitud se terminara inmediatamente y en todas partes.El movimiento abolicionista blanco en el Norte fue liderado por reformadores sociales, especialmente William Lloyd Garrison, fundador de la Sociedad Americana contra la Esclavitud y escritores como John Greenleaf Whittier y Harriet Beecher Stowe.
Hubo acalorados debates en el congreso por leyes como el compromiso de 1850, la ley de esclavos fugitivos (Los abolicionistas estaban indignados porque la nueva ley requiere que los norteños ayuden en la captura y devolución de los esclavos fugitivos) y la Ley Kansas-Nebraska, que abrió los territorios a la esclavitud si los residentes locales votaban de esa manera.

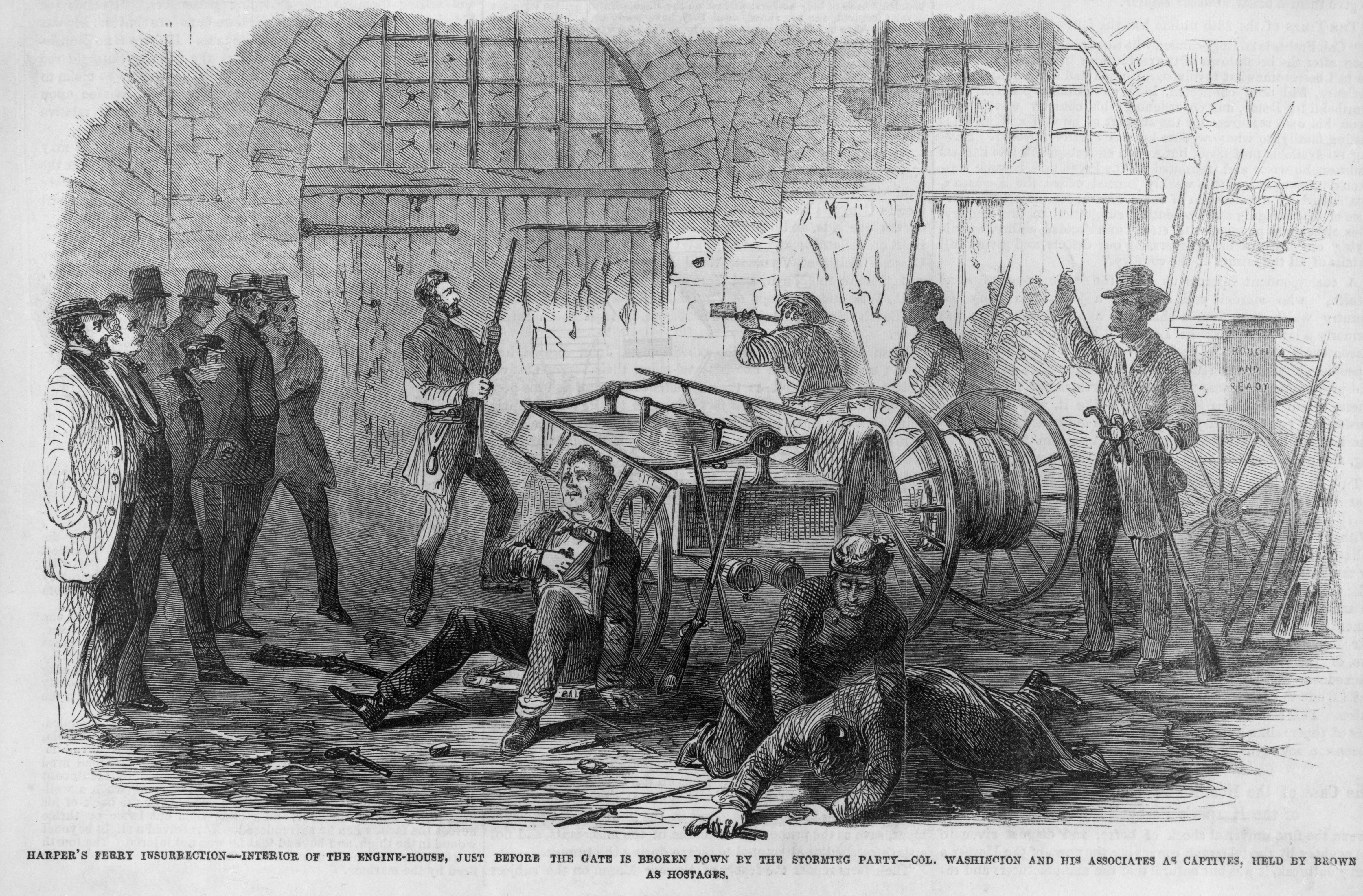
La captura de John brown.

Sin duda el incidente que mayor tensión anterior a la guerra fue la incursión de John Brown al arsenal de Harpers Ferry en 1859, donde pretendía iniciar una rebelión de esclavos. El teniente coronel Robert E. Lee, del ejército de Estados Unidos fue enviado para sofocar el ataque, y Brown fue capturado rápidamente. Brown fue juzgado por traición contra Virginia y ahorcado. En su juicio, Brown exudaba un celo extraordinario y pensamiento único que despertó los peores temores sureños. Cuando Brown fue ahorcado, las campanas de la iglesia sonaron, se dispararon armas, grandes reuniones conmemorativas tuvieron lugar en todo el Norte, y los escritores famosos, como Ralph Waldo Emerson y Henry David Thoreau unidos a muchos norteños alabaron a Brown. Pocos individuos hicieron más para provocar la secesión que John Brown.

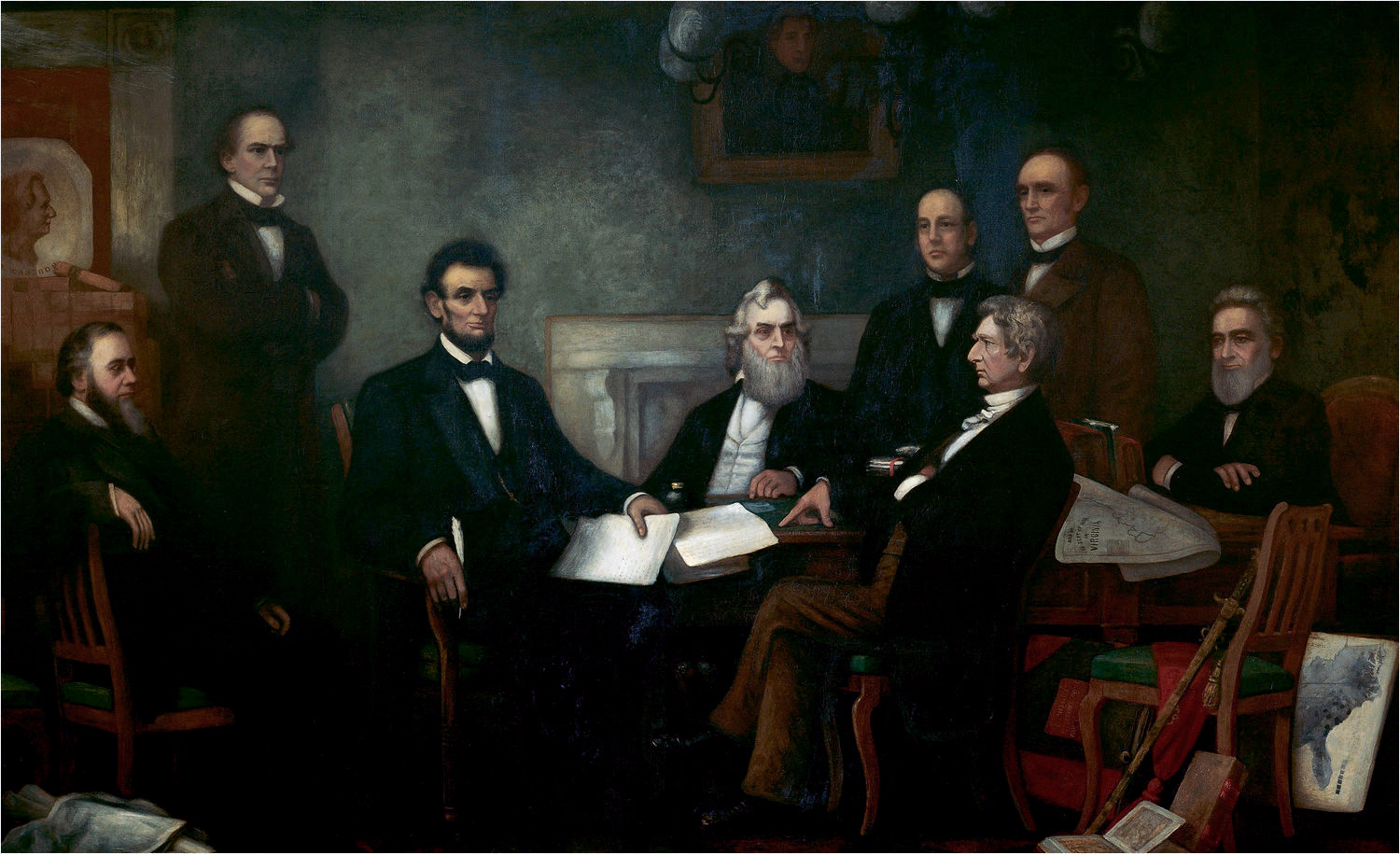
Lincoln reunido con su gabinete para la primera lectura del proyecto de la Proclamación de Emancipación el 22 de julio de 1862.

Casi todos los políticos del norte rechazaron las posiciones extremas de los abolicionistas, Abraham Lincoln, por ejemplo. De hecho, muchos líderes del norte, incluyendo Lincoln, Stephen Douglas (demócrata nominado en 1860), John C. Fremont (republicano nominado en 1856) y Ulises S. Grant. El Partido Republicano quería lograr la extinción gradual de la esclavitud por las fuerzas del mercado, porque sus miembros creían que el trabajo libre es superior a la mano de obra esclava.
En 1860 con la victoria presidencial de Abraham Lincoln, siete estados del Sur Profundo, cuya economía estaba basada en el algodón y la esclavitud, decidieron separarse y formar una nueva nación. En 1863, Lincoln emitió la Proclamación de Emancipación, la 13.ª Enmienda de la Constitución de Estados Unidos entró en vigor en diciembre de 1865 y, finalmente, terminó con la esclavitud en los Estados Unidos. También abolió la esclavitud en las tribus indias.

## Fuerzas Armadas

### Ejército de la Unión

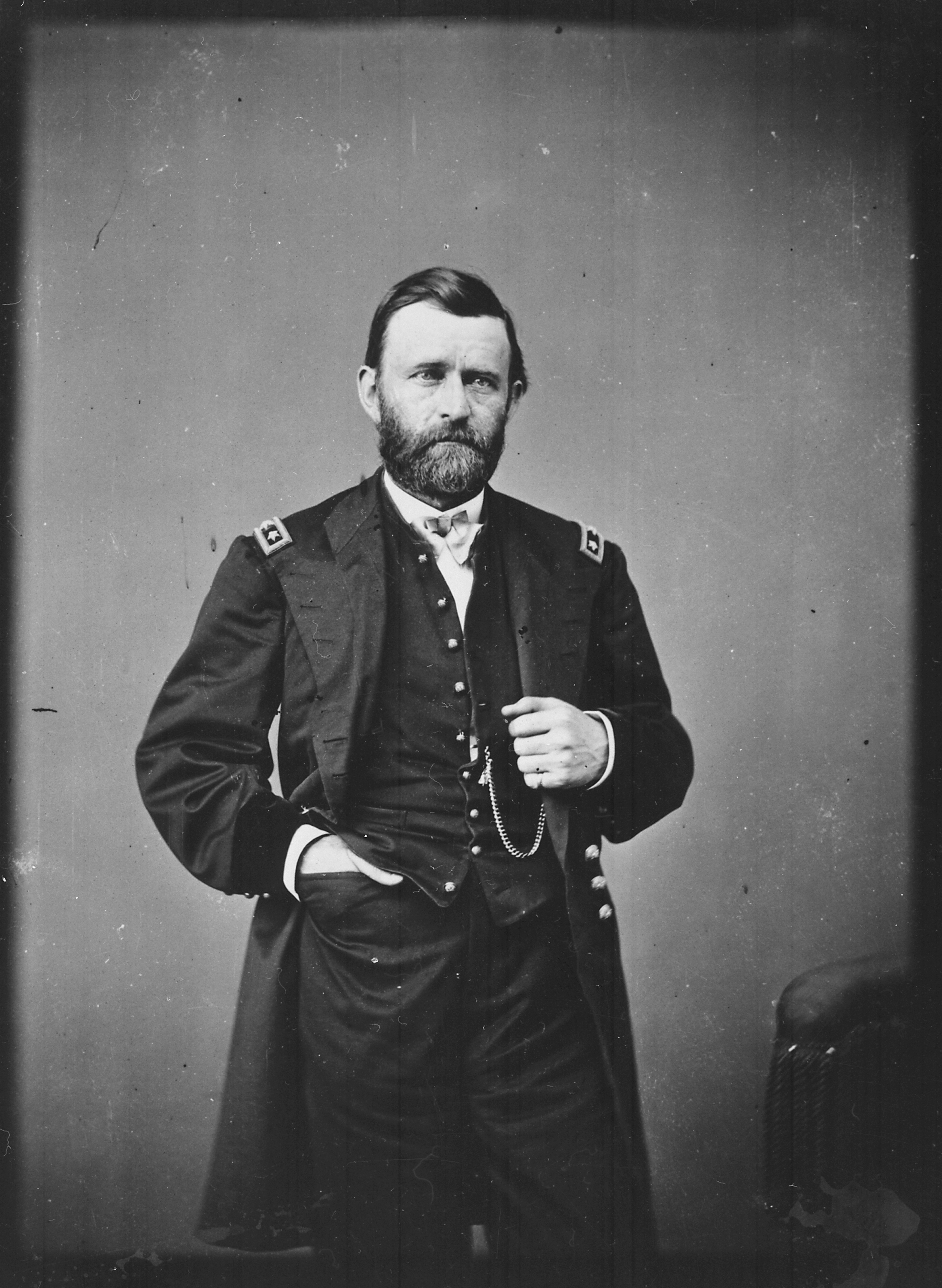
El General Grant.

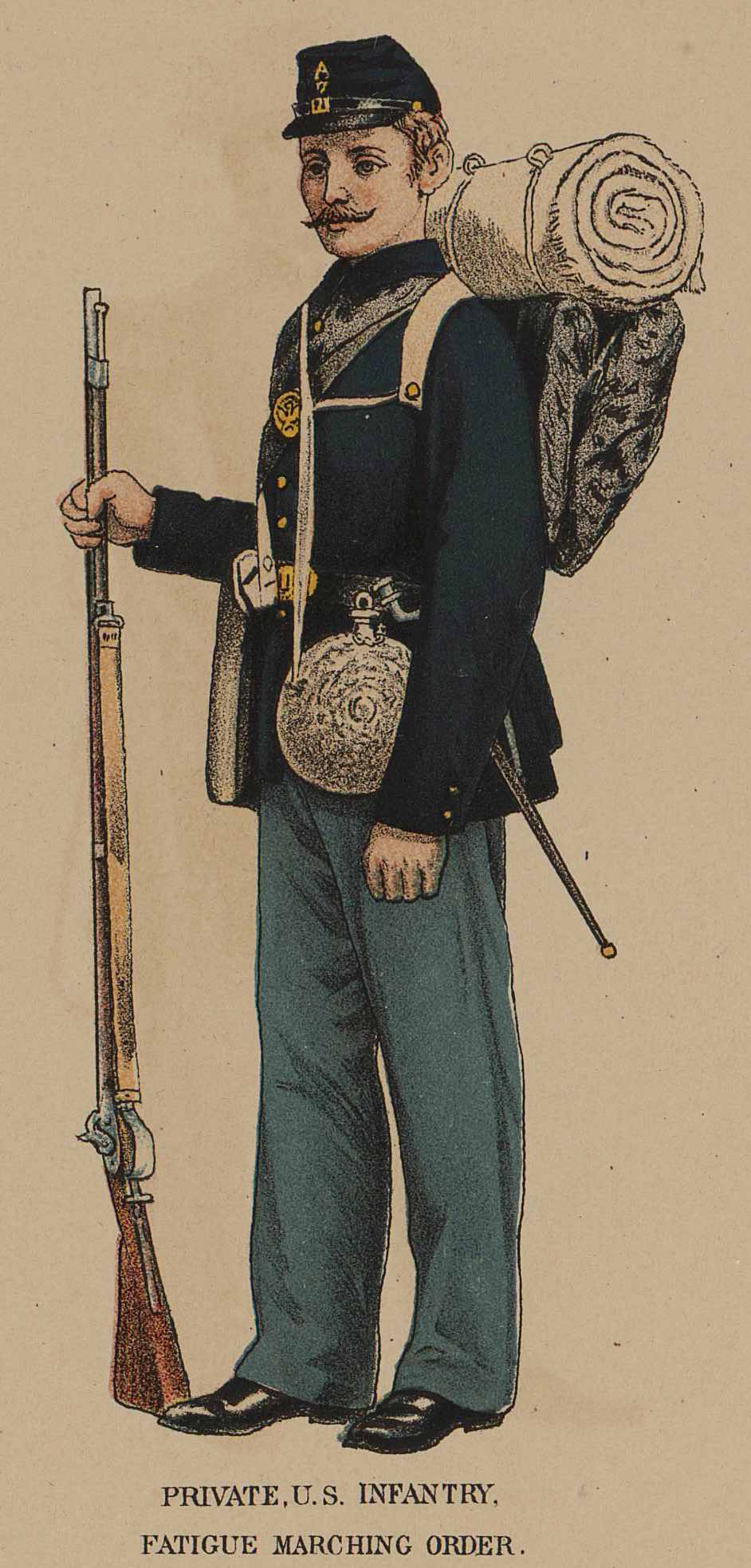
Soldado unionista.

El Ejército de la Unión fue la fuerza terrestre que luchó por la Unión durante la Guerra Civil. Consistía en el pequeño ejército de los Estados Unidos (el ejército regular) aumentado por un número masivo de unidades suministradas por los estados del norte, integrada por voluntarios así como conscriptos. El Ejército de la Unión luchó y finalmente derrotó al ejército confederado durante la guerra, que duró desde 1861 hasta 1865. Unos 360 000 soldados murieron y unas 280 000 personas resultaron heridas. El ejército de la Unión fue liderado por el general Ulysses S. Grant, que puso en marcha una guerra de desgaste que derrotaría al general Robert E. Lee y acabaría presidiendo el país entre 1869 y 1877.
El uniforme de los soldados de la Unión no tuvo normas hasta 1862, cuando se dictó que los abrigos, chaquetas y pantalones debían ser de tela color azul oscuro. Por falta de producción muchas veces se usaban ropas civiles de color azul que solían desteñirse.
Los suministros en el campo de batalla eran un problema importante. Esto se había mejorado en gran medida por las nuevas técnicas de conservación de los alimentos y otros productos, y el transporte por ferrocarril. El General Montgomery C. Meigs fue uno de los más importantes líderes del Ejército de la Unión en este ámbito. La Guerra Civil llevó muchas innovaciones en las tácticas militares. En cierto sentido, las armas habían evolucionado más allá de la táctica, que no tardaría en cambiar a medida que la guerra llegó a su fin. Los ferrocarriles permitieron el movimiento masivo de tropas. El telégrafo fue utilizado por ambos lados, permitió a los líderes militares y políticos de alto nivel pasar órdenes y recibir informes de los comandantes en el campo. Por norma general las tropas unionistas siempre estuvieron mejor abastecidas que sus rivales sureños.
La atención médica era, al principio, muy desorganizada y deficiente. Poco a poco, los expertos médicos comenzaron a gestionar estándares más altos, y crearon una agencia conocida como la Comisión Sanitaria de Estados Unidos. Esto creó las normas profesionales, y dio lugar a algunos de los primeros avances en la medicina del campo de batalla como una especialidad independiente. El general William Alexander Hammond del cuerpo médico hizo un trabajo importante y proporcionó algo de liderazgo importante en esta área.
Además, la atención de los heridos se ha mejorado en gran medida por los pioneros médicos tales como Clara Barton, que a menudo trabajaba solo para proporcionar suministros y cuidado, y trajo un nuevo nivel de dedicación al cuidado de los heridos.

### Armada de la Unión

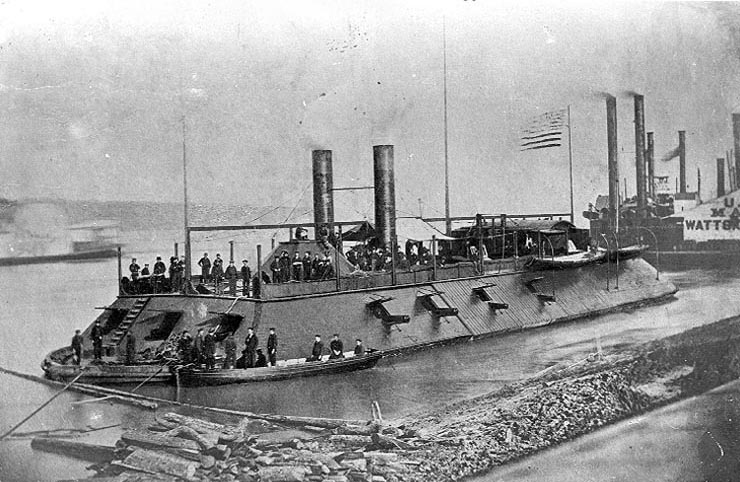
USS Cairo. Buque blindado.

La Marina de la Unión es el nombre aplicado a la Marina de los Estados Unidos (USN) durante la guerra civil americana, para contrastarlo al de su rival directo, la Armada Confederada (CSN).
Las misiones principales de la Marina de la Unión fueron:
1. Mantener el bloqueo de los puertos confederados para restringir el comercio; declarado por el presidente el 19 de abril de 1861 y continuó hasta el final de la Rebelión.
2. Destruir en combate a los buques de guerra de la Confederación.
3. Llevar la guerra a los lugares en los estados separatistas que eran inaccesibles para el Ejército de la Unión, en el que podría acceder por agua.
4. Apoyar al Ejército al proporcionar tanto apoyo de fuego, transporte y comunicaciones en los ríos del interior.

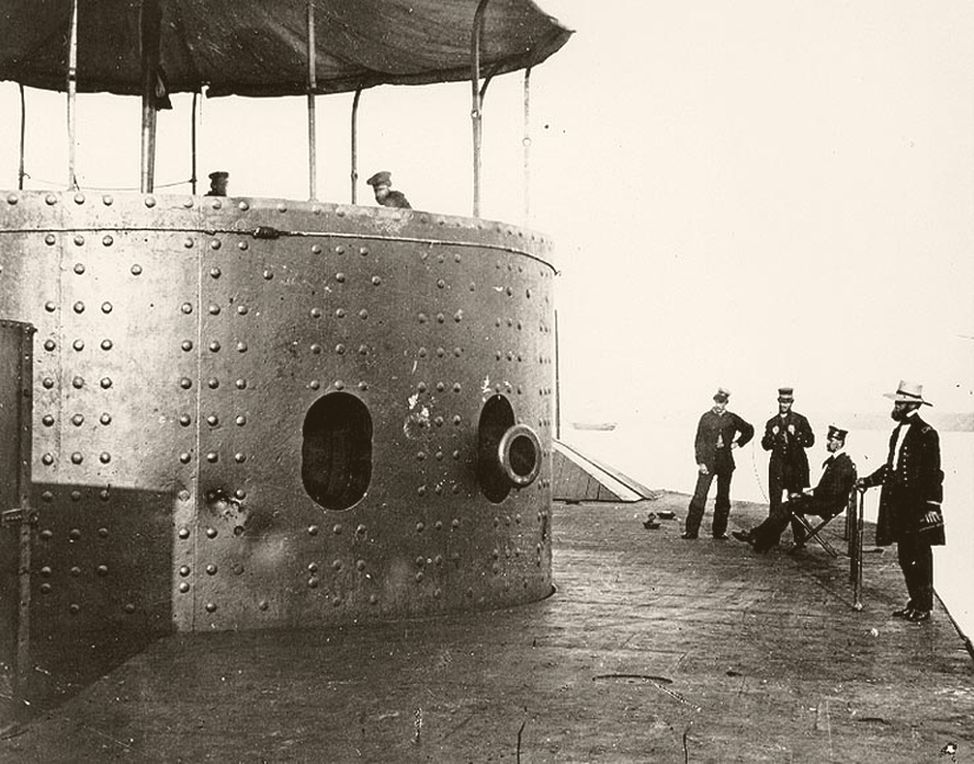
Torreta del USS Monitor. Pueden observarse daños en el blindaje, cerca de la tronera.

Para lograr esto, la Marina de la Unión tuvo que someterse a una profunda transformación, tanto técnica como institucional. Durante la guerra, los buques de vela fueron suplantados por buques propulsados por vapor para fines de combate. Los cascos de madera que estaban primero protegidos por blindaje, pronto fueron sustituidos por el hierro o acero. Las armas se redujeron en número, pero aumentaron en tamaño y alcance; la reducción en el número fue parcialmente compensado por torretas giratorias.
Al comienzo de la guerra, la Marina de la Unión contaba con 42 barcos en comisión. Durante el curso de la guerra, el número de comisiones se incrementó en más de un 1500 %, de manera que al final de la Marina de Estados Unidos tenía 671 embarcaciones. Debido a la prisa en su diseño y construcción, la mayoría de los buques tomados por la Marina de los Estados Unidos en este período de rápida expansión tuvieron defectos incorporados que haría inadecuado su uso en un sistema permanente de defensa. En consecuencia, al final de la guerra, la mayoría de ellos fueron pronto dados de baja del servicio en lugar de estar inactivos. El número de barcos en el mar volvió a caer a su nivel anterior a la guerra.

## Economía

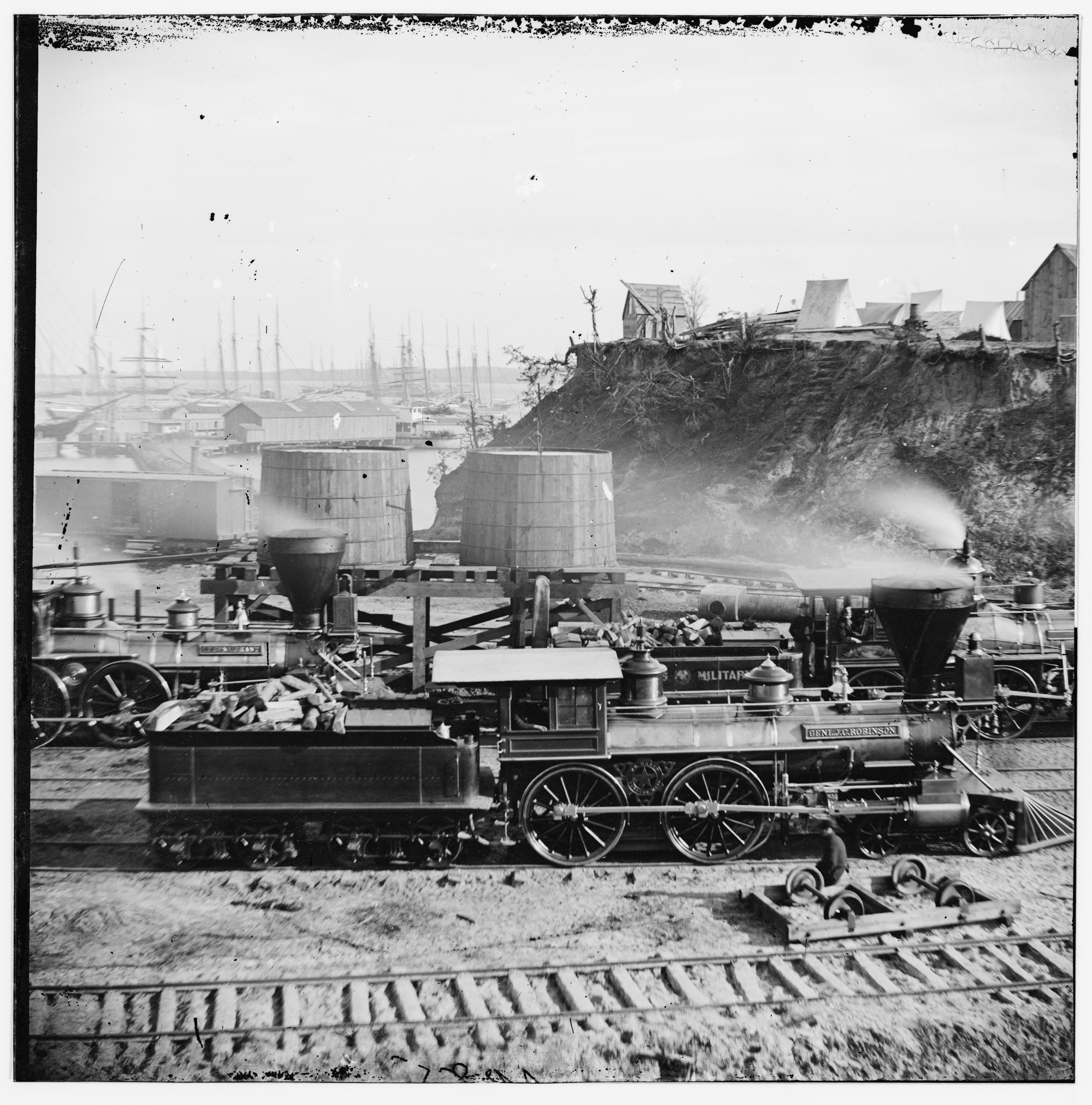
Una amplia red de ferrocarriles fueron una de las ventajas de la unión.

La economía de la Unión creció y prosperó durante la guerra, mientras costeaba un gran ejército y marina. Los republicanos en Washington tenían una visión whig de una nación industrial, con grandes ciudades, fábricas eficientes, granjas productivas, bancos nacionales, todo unido entre sí por un sistema de ferrocarril moderno. El Sur se había resistido a las políticas como los aranceles para promover leyes de la industria y la agricultura porque la esclavitud no se beneficiaría. Con los sureños fuera y demócratas norteños muy débiles en el Congreso, los republicanos promulgaron su legislación. Al mismo tiempo que se introducían nuevos impuestos para pagar parte de la guerra, también se emitieron grandes cantidades de bonos para pagar la mayor parte del resto. Los historiadores económicos atribuyen el resto de los gastos de la guerra a la inflación. El Congreso escribió un elaborado programa de modernización económica que tenía el doble propósito de ganar la guerra y la transformación permanente de la economía. Entre las leyes que se aprobaron destacaron el Acta de Morrill, mediante la cual se protegía la importante industria del hierro; el Acta de Homestead, según la cual se otorgarían a todo aquel ciudadano libre que lo solicitase 160 acres de tierra aún no trabajada de los territorios fuera de las Trece Colonias; la construcción de un ferrocarril transcontinental; el Acta de la Banca Nacional, con la que se desarrolló el uso de la moneda nacional y la Ley de Curso Legal de 1862, que autorizaba del uso de billetes de banco. También se aprobaron con el Acta de Impuestos unas tasas sobre los ingresos para financiar la guerra
Los ferrocarriles jugaron un papel importante en el desarrollo de los Estados Unidos a partir de la revolución industrial en el nordeste (1810-1850) a la colonización del Oeste (1850-1890). Los ferrocarriles fueron estratégicos en la Guerra Civil, y la Unión utiliza su sistema mucho más grande con mucha más eficacia. Rieles, equipos y prácticamente todos los talleres y las fábricas que los suministran estaban en el Norte y el bloqueo de la Unión mantuvieron al Sur sin conseguir nuevos equipos o repuestos.

### La financiación de la guerra
Los ingresos en tiempos de paz eran triviales en comparación con el costo de una guerra a gran escala, pero el Departamento del Tesoro en virtud del Secretario Salmon P. Chase mostró un ingenio poco común en la financiación de la guerra sin paralizar la economía. Se impusieron muchos nuevos impuestos y siempre con un tema patriótico para comparar el sacrificio financiero a los sacrificios de la vida y la integridad física. El Gobierno pagó por los suministros en dinero real, que anima a la gente a vender al gobierno, independientemente de su política. Por el contrario la Confederación dio pagarés de papel cuando se apoderó de la propiedad, por lo que incluso los confederados leales ocultarían sus caballos y mulas en lugar de venderlos por un papel dudoso. En general, el sistema financiero del Norte fue un gran éxito en la recaudación de dinero y convirtiendo el patriotismo en ganancias, mientras que el sistema confederado empobreció sus patriotas.
Los Estados Unidos necesita 3100 $ millones para pagar los inmensos ejércitos y flotas planteadas para luchar la Guerra Civil. Más de 400 $ millones de dólares solo en 1862. Además de los aranceles, la más grande de ingresos, con mucho, vinieron de nuevos impuestos al consumo y de impuesto al valor agregado, que se impuso a cada tipo de artículo fabricado. En segundo lugar llegó de aranceles mucho más altos, a través de la Ley de tarifas de Morrill. En tercer lugar el impuesto sobre la renta de la nación; solo los ricos pagaron y fue derogado al final de la guerra.
Además de los impuestos, la segunda mayor fuente de ingresos eran los bonos del gobierno. Durante los primeros tiempos bonos de pequeñas denominaciones se vendieron directamente a la gente, con la publicidad y el patriotismo como factores clave, como fue diseñado por el banquero Jay Cooke.

### Aranceles
El Secretario Chase, trabajó con Morrill para un segundo proyecto de ley arancelaria en el verano de 1861, elevando las tasas otros 10 puntos con el fin de generar más ingresos. Estas facturas posteriores fueron la principal fuente de los ingresos obligados a cumplir con las necesidades de la guerra, a pesar de que contaban con el apoyo de los proteccionistas como Carey, que de nuevo asistió a Morrill en la redacción del proyecto de ley. La ley Morrill Arancelaria de 1861 fue diseñada para aumentar los ingresos. La Ley Arancelaria de 1862 sirvió no solo para aumentar los ingresos, sino también para fomentar el establecimiento de fábricas, libres de la competencia británica gravando las importaciones británicas. Además, protegía a los trabajadores de las fábricas estadounidenses de los trabajadores europeos de salarios bajos, y como una ventaja importante atrajo a decenas de miles de europeos a emigrar a Estados Unidos para trabajos en las fábricas y talleres con altos salarios.

### Concesiones de tierras
El gobierno de Estados Unidos poseía grandes cantidades de tierra buena (sobre todo a partir de la compra de Luisiana de 1803 y el Tratado de Oregon con Gran Bretaña en 1846). Concesiones de tierra fueron dados a empresas de la construcción del ferrocarril para abrir los llanos occidentales y conectar a California. Las tierras disponibles fueron proporcionadas a los agricultores por la Ley Homestead o acta Homestead, según la cual se otorgarían a todo aquel ciudadano libre que lo solicitase 160 acres de tierra aún no trabajada de los territorios fuera de las Trece Colonias.
El Homestead Act de 1862 abrió las tierras de dominio público de forma gratuita. Concesiones de tierras a los ferrocarriles significaba que podían vender extensiones para la agricultura familiar (80 a 200 acres) a precios bajos con crédito extendido.

### Agricultura
La agricultura era la industria más importante y prosperó durante la guerra. Los precios eran elevados, pero se detuvieron por una fuerte demanda por parte del ejército y de Gran Bretaña (que dependía de trigo estadounidense para una cuarta parte de sus importaciones de alimentos). La guerra actuó como un catalizador que animó a la rápida adopción de la maquinaria de caballos y otros implementos. La rápida difusión de los inventos recientes como el segador y la cortadora hizo la fuerza de trabajo eficiente, así como cientos de miles de agricultores estaban en el ejército, muchas esposas tomaron su lugar.
La Unión utiliza cientos de miles de animales. El Ejército tenía un montón de dinero para comprarlos de agricultores y ganaderos, pero especialmente en los primeros meses de la calidad se mezcló. Se necesitaban caballos para la caballería y la artillería. Las mulas tiraron de los carros. El suministro fue sostenido, a pesar de una epidemia sin precedentes de muermo, una enfermedad fatal que desconcertó a los veterinarios. En el Sur, el ejército de la Unión disparó a todos los caballos que no necesitaba para mantenerlos fuera de las manos de la Confederación.

## Sociedad

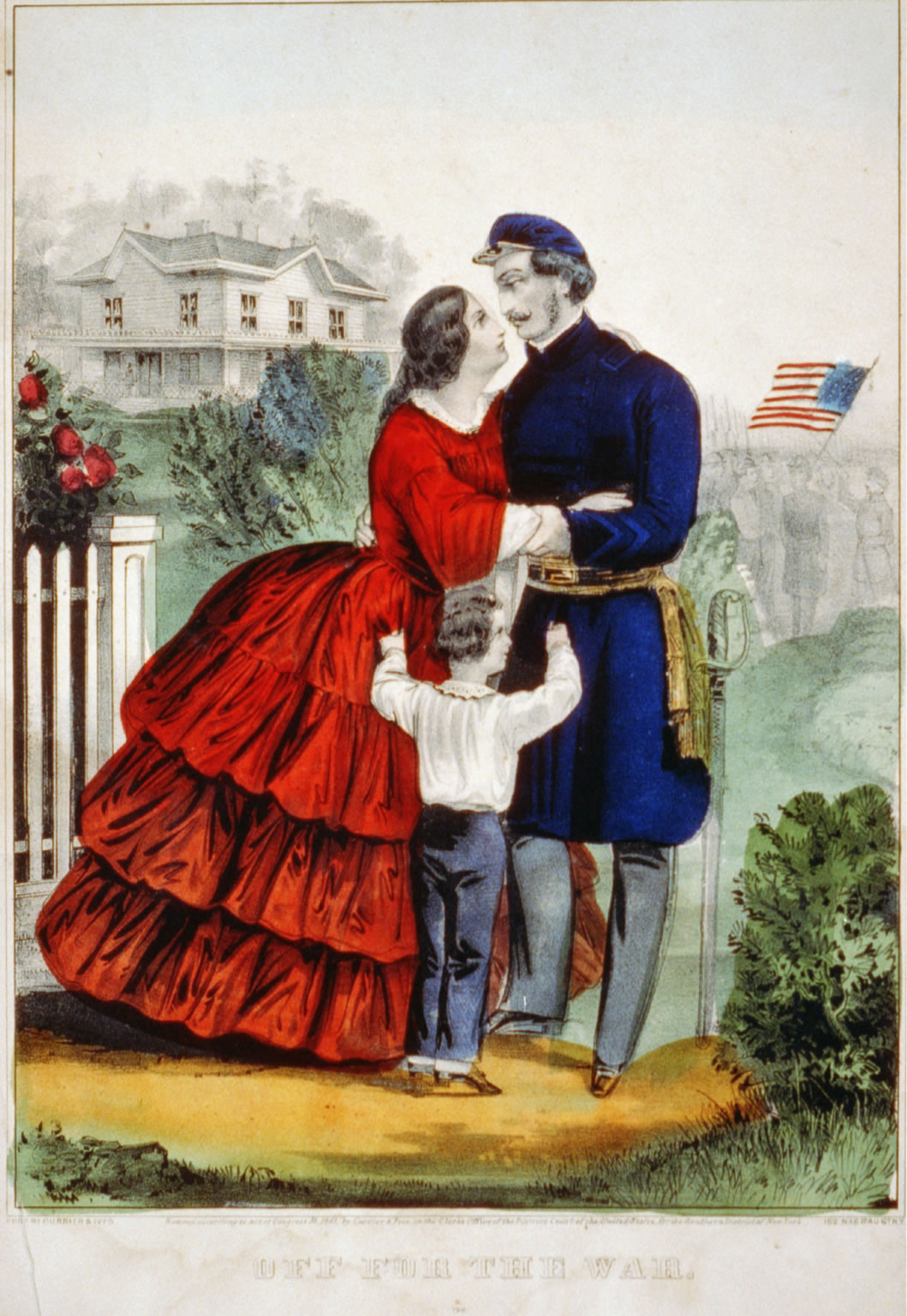
Litografía de Currier & Ives c.1861.

### Familia
El historiador Stephen M. Frank informa que lo que significaba ser un padre varió con el estatus y la edad. Dice que la mayoría de los hombres demostraron compromisos duales como proveedor y criador, y que el marido y la esposa tenían obligaciones mutuas para con sus hijos. La guerra privilegia la masculinidad, lo que dramatiza y exagera los lazos padre-hijo. Especialmente en etapas críticas en la carrera del soldado, las cartas de padres ausentes articulan un conjunto distintivo de los ideales de virilidad del siglo XIX.

### Los niños
El cuidado de los huérfanos de la guerra fue una función importante para las organizaciones locales, así como para el estado y el gobierno local. Un estado típico fue el de Iowa, donde la privada " Asociación de orfanatos de soldados de Iowa" operaba con fondos de la legislatura y donaciones públicas. Se crearon orfanatos en Davenport, Glenwood y Cedar Falls. El gobierno del Estado financió las pensiones de las viudas e hijos de soldados. Las escuelas de huérfanos fueron creadas para proporcionar vivienda, cuidado y educación para los huérfanos de los soldados de la guerra civil. Se convirtieron en una cuestión de orgullo del estado, los huérfanos fueron exhibidos en torno a manifestaciones para mostrar el poder de una educación patriótica.

### Religión

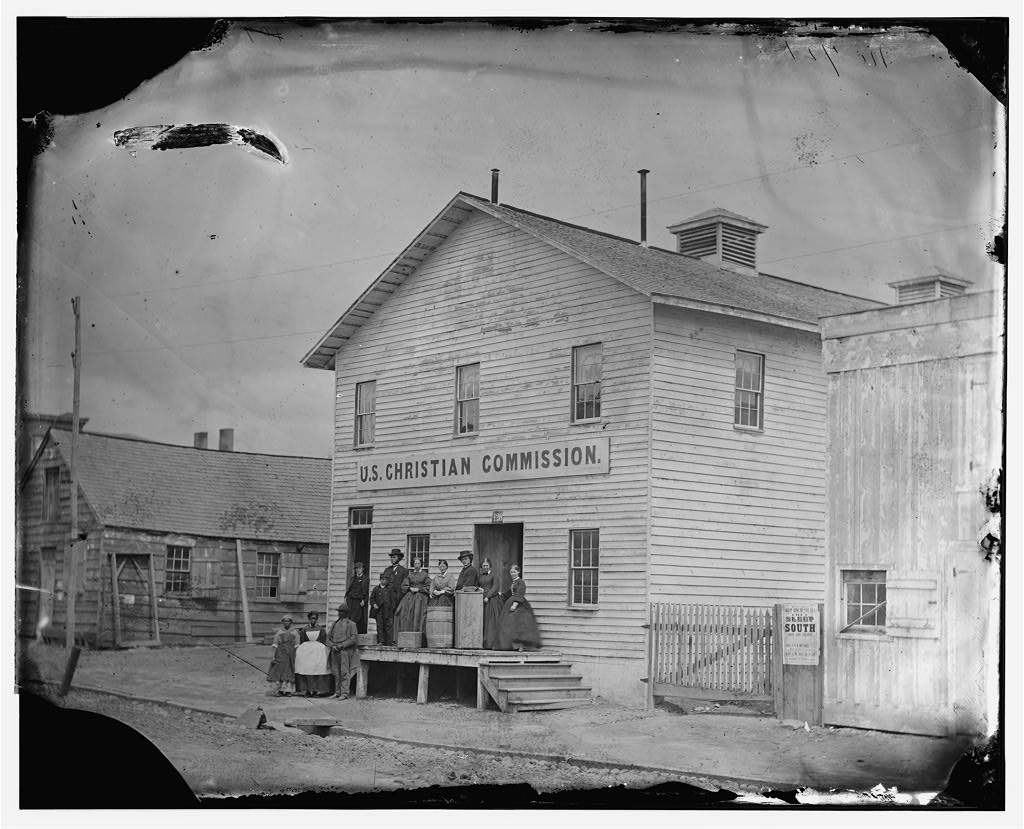
Almacén de la Comisión Cristiana de Estados Unidos.

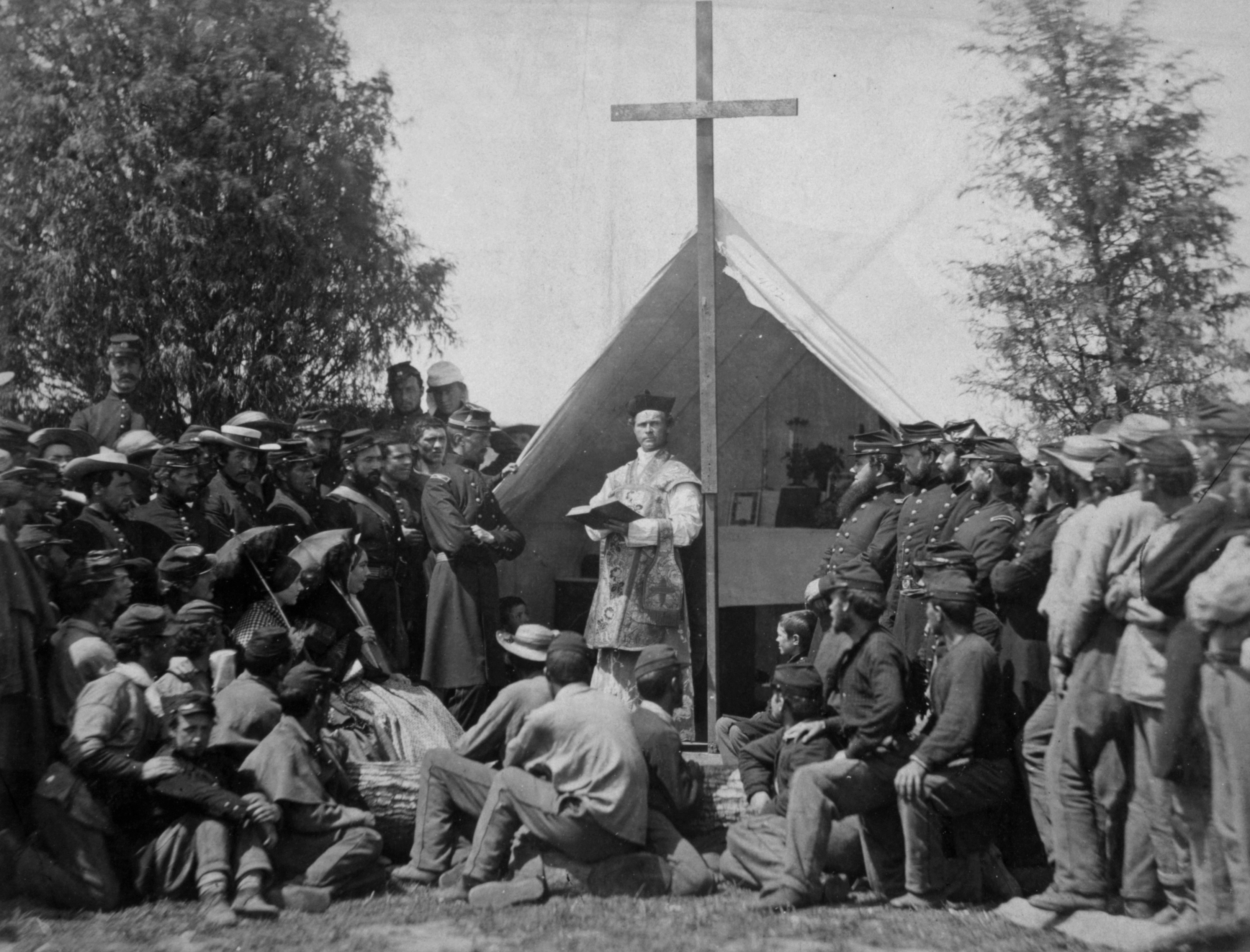
Un capellán católico del ejército celebrando una misa para soldados irlandeses de la Unión durante la Guerra Civil.

La religión protestante era bastante fuerte en el Norte en la década de 1860. La Comisión Cristiana de Estados Unidos envió agentes a los campamentos del Ejército para proporcionar apoyo psicológico, así como libros, periódicos, comida y ropa. A través de oraciones, sermones y las operaciones de bienestar, los agentes servían a las necesidades espirituales, así como temporales de los soldados, ya que trató de llevar a los hombres a un modo de vida cristiano. La mayoría de las iglesias hicieron un esfuerzo para mantener a sus soldados en el campo y especialmente sus familias en casa. Gran parte de la retórica política de la época tenían un tono religioso distinto.
El clero protestante en América tomo una variedad de posiciones. En general, las denominaciones pietistas como los metodistas, bautistas norteños y congregacionalistas apoyaron firmemente el esfuerzo de guerra. Católicos, episcopales, luteranos y presbiterianos conservadores generalmente evitan cualquier discusión acerca de la guerra. Los cuáqueros, mientras que dan un fuerte apoyo al movimiento abolicionista a nivel personal, se negaron a tomar una posición denominativa. Algunos clérigos que apoyaron a la Confederación fueron denunciados como Copperheads, especialmente en las regiones fronterizas.

## Unionistas en el Sur

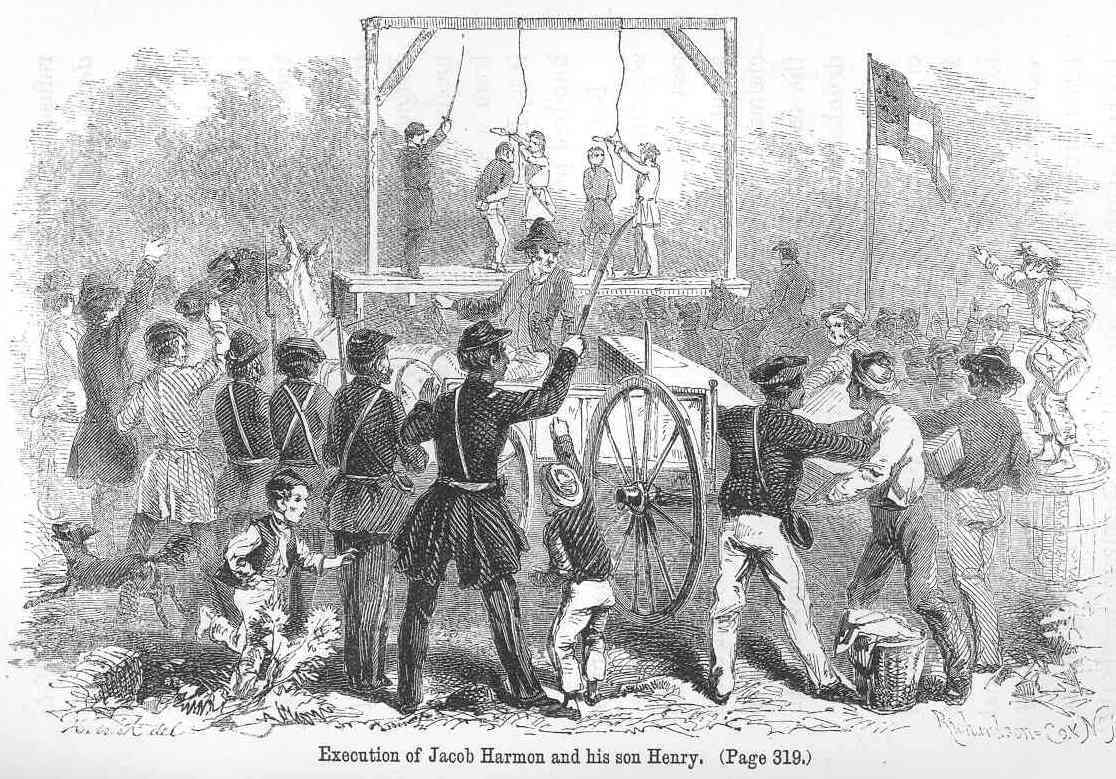
Soldados confederados ahorcan a pro-unionistas.

Las personas leales al gobierno federal y que se oponían a la secesión en los estados fronterizos (donde la esclavitud era legal en 1861) se denominaban «unionistas». Los confederados a veces los tildaban de Homemade Yankees («yanquis caseros»). Sin embargo, los unionistas del Sur no eran necesariamente simpatizantes del norte y muchos de ellos —a pesar de oponerse a la secesión— apoyaron a la Confederación. El este de Tennessee nunca apoyó la Confederación, y allí los unionistas se convirtieron en poderosos líderes estatales, incluyendo a los gobernadores Andrew Johnson y William G. Brownlow. Del mismo modo, grandes sectores del este de Kentucky fueron unionistas y ayudaron a mantener el estado de secesión. El oeste de Virginia, con pocos esclavos y alguna industria, fue tan fuertemente unionista que se separó y formó el nuevo estado de Virginia Occidental.
Aun así, casi 120 000 unionistas meridionales desempeñaron servicios en el Ejército de la Unión durante la Guerra Civil, y los regimientos unionistas se plantearon en todos los estados del sur. Los unionistas meridionales fueron usados extensivamente como fuerzas paramilitares contraguerrilla. Durante la Reconstrucción muchos unionistas en la ex-Confederación se convirtieron en Scalawags que apoyaron al Partido Republicano.

## Victoria y Reconstrucción

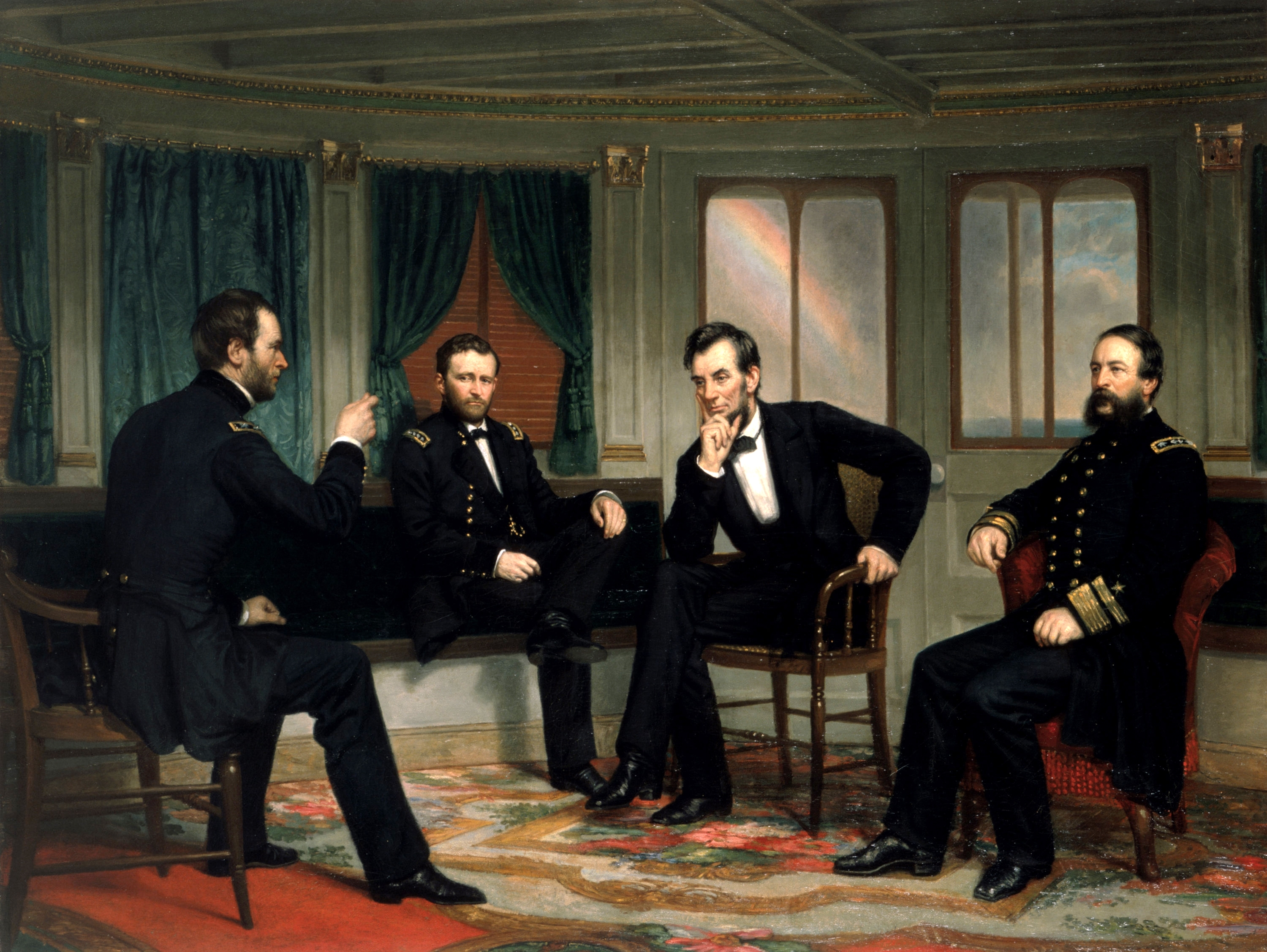
Los pacificadores de George Peter Alexander Healy retrata a Sherman, Grant, Lincoln, y Porter discutiendo los planes para las últimas semanas de la guerra civil a bordo del barco de vapor River Queen en marzo de 1865.

En 1865 el ejército confederado estaba menguado por las bajas y las deserciones, y no podía detener el avance de Grant por virginia. Las fuerzas de la Unión vencieron en la decisiva batalla de Five Forks el 1 de abril, forzando a Lee a evacuar Petersburg y Richmond. La capital confederada cayó en manos del XXV Cuerpo de la Unión, compuesto casi exclusivamente por soldados afroestadounidenses. Las restantes tropas confederadas huyeron hacia el oeste y, tras una derrota en Sayler’s Creek, Lee comprendió que era táctica y logísticamente imposible continuar la lucha contra Estados Unidos.

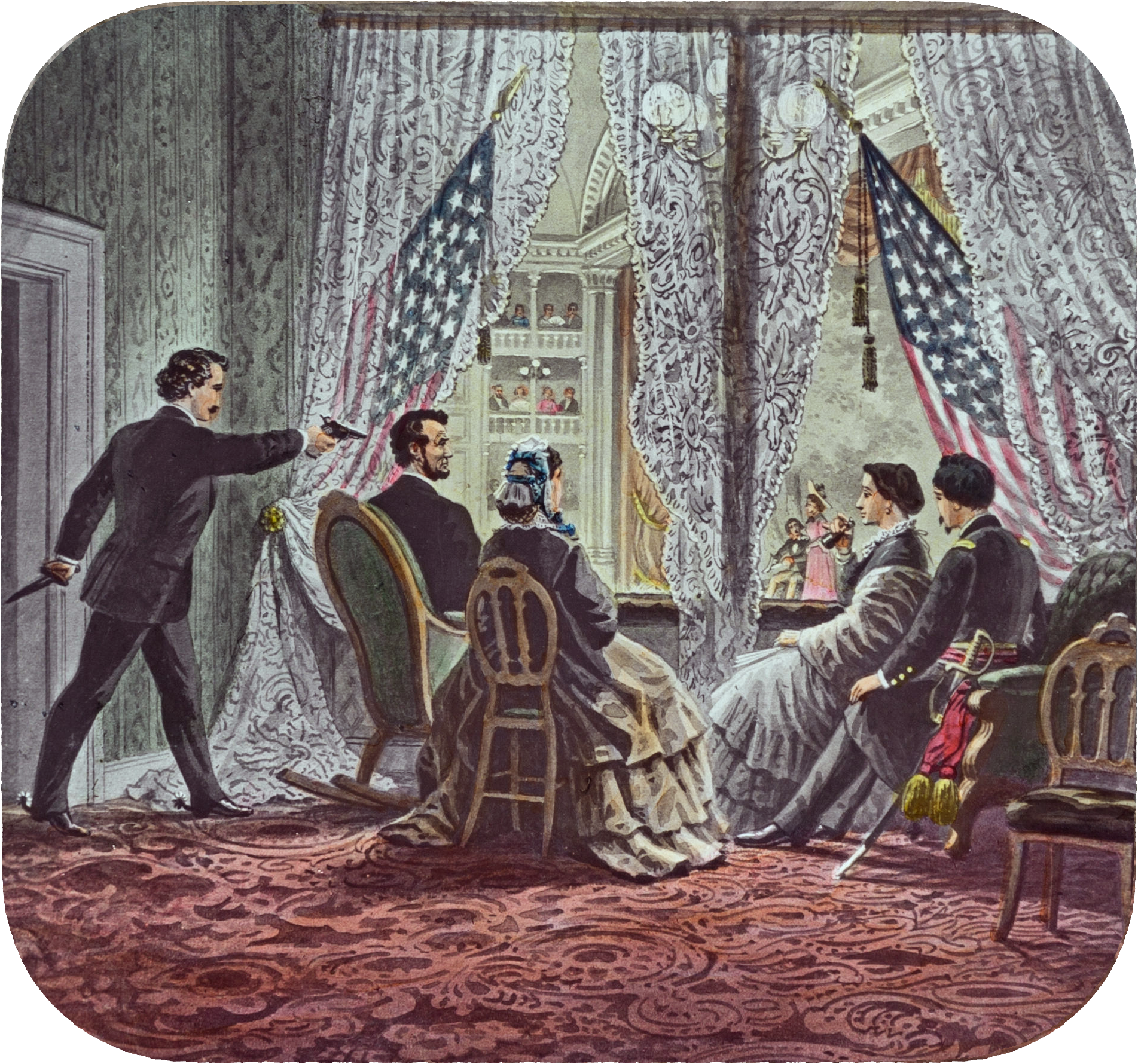
Asesinato de Lincoln.

Lee rindió su ejército de Virginia el 9 de abril de 1865, en el juzgado de Appomattox. En un gesto poco común y que mostraba el respeto de Grant por Lee, y en anticipación a la vuelta de los estados confederados a la Unión, a Lee se le permitió mantener la posesión de su sable de oficial y su caballo, Traveller. El 14 de abril de 1865 Lincoln fue asesinado de un disparo. Andrew Johnson asumió la presidencia. Doce días después, el 26 de abril, Johnston rindió sus tropas a Sherman en Durham. El 23 de junio Stand Watie firmó un tratado de alto el fuego con representantes de la Unión, convirtiéndose en el último general confederado en ser vencido. La última unidad naval de la confederación en rendirse fue el CSS Shenandoah, el 4 de noviembre de 1865, en Liverpool, Inglaterra.
Ahora vendría el periodo de reconstrucción que duró de 1865 a 1877, durante el cual los Estados Unidos se dedicaron fundamentalmente a resolver las cuestiones que habían quedado pendientes tras el final de la Guerra Civil. Existen discrepancias respecto a la fecha de inicio de la Reconstrucción. Generalmente se consideraba que empezó en 1865, aunque algunos historiadores modernos, siguiendo a Eric Foner, adelantaron el comienzo a 1863, con la Proclamación de Emancipación, y otros consideran que comenzó en 1861, con el comienzo de la guerra, ya que las políticas características de la Reconstrucción se aplicaron a cada estado conforme las tropas unionistas tomaban posesión de este. Esto abarcó una serie de rápidos y complejos cambios de las políticas federales y estatales. El resultado a largo plazo se hizo visible en las tres "enmiendas de la Guerra Civil" de la Constitución: la Decimotercera Enmienda (diciembre de 1865), mediante la cual se prohibía la esclavitud; la Decimocuarta Enmienda (julio de 1868), que extendía las protecciones legales federales a todos los ciudadanos independientemente de su raza y la Decimoquinta Enmienda (febrero de 1870), que abolió las restricciones raciales para votar.
La reconstrucción terminó en distintas fechas según el estado. Los tres últimos, Luisiana, Carolina del Sur, y Florida, se reintegraron en los Estados Unidos definitivamente tras el Compromiso de 1877.

### Readmisión de la representación en el congreso
Fechas en que los estados sureños fueron readmitidos en el congreso:
- Tennessee – 24 de julio de 1866.
- Arkansas – 22 de junio de 1868
- Florida – 25 de junio de 1868
- Carolina del Norte – 4 de julio de 1868
- Carolina del Sur – 9 de julio de 1868
- Luisiana – 9 de julio de 1868
- Alabama – 13 de julio de 1868
- Virginia – 26 de enero de 1870
- Misisipi – 23 de febrero de 1870
- Texas – 30 de marzo de 1870
- Georgia – 15 de julio de 1870

## División político-administrativa

### Estados de la Unión

En este mapa:
Estados de la Unión que prohibieron la esclavitud
Territorios de la Unión
Estados no secesionados que permitieron la esclavitud
Kansas, que luchó con la Unión como un estado libre
Estados Confederados de América
Territorios confederados reclamados y a veces sostenidos.

Los estados que formaron la Unión eran:
- California
- Connecticut
- Delaware [a]
- Illinois
- Indiana
- Iowa
- Kansas
- Kentucky [a]
- Maine
- Maryland [a]
- Massachusetts
- Míchigan
- Minnesota
- Misuri [a][b]
- Nevada
- Nuevo Hampshire
- Nueva Jersey
- Nueva York
- Ohio
- Oregón
- Pensilvania
- Rhode Island
- Vermont
- Virginia [a][b]
- Virginia Occidental [a], desde 1863
- Wisconsin

Virginia Occidental se separó de Virginia y pasó a formar parte de la Unión durante la guerra, el 20 de junio de 1863. Nevada también se unió a la Unión durante la guerra, convirtiéndose en un estado el 31 de octubre de 1864.

### Territorios
Los territorios controlados por la Unión eran:
- Territorio de Colorado
- Territorio de Dakota
- Territorio Indio (disputado con la Confederación)
- Territorio de Nebraska
- Territorio de Nevada (convertido en estado en 1864)
- Territorio de Nuevo México
  - Territorio de Arizona (separado en 1863)
- Territorio de Utah
- Territorio de Washington
  - Territorio de Idaho (separado en 1863)
  - Territorio de Montana (separado en 1864)

El Territorio Indio vivió su propia guerra civil, ya que las principales tribus tenían esclavos y apoyaron a la Confederación.